# タブ・ハンター
タブ・ハンター（Tab Hunter、1931年7月11日 - 2018年7月8日）は、アメリカ合衆国の俳優、歌手、映画プロデューサーそして執筆者である。ハンターは40本以上の映画に出演した有名なハリウッド・スターで、1950年代から1960年代にかけては、クリーン・カットのブロンドとその美貌で、憧れの的となる存在であった。

## 初期のキャリア
ハンターはニュー・ヨーク市のマンハッタンで、チャールズ・ケルムを父としてガートルード(旧姓ガリーン)を母として生まれた。出生名はアーサー(アート)・アンドルー・ケルムで、兄弟に兄のウォルター(ウォルト)がいた。父はユダヤ人で、母はドイツのハンブルクから移民して来た厳格なカソリック信者であった。
ハンターの父は虐待的であったため、ハンターが生まれて数年後に両親は離婚した。母は旧姓のガリーン[Ga-LEEN]を再使用して、息子達の姓もガリーンに変更した。ハンターはカリフォルニア州で、母、兄、母方の祖父母であるジョン・ヘンリーとアイダと共に暮らした。サン・フランシスコ、ロング・ビーチ、L.A.と移り住んで、母の意向でカソリック・スクールに入学した。
ハンターは教会の聖歌隊で歌っていたが、司祭への告解がきっかけとなって信仰に疑問が生じたため、15歳でハイ・スクールを離れて、年齢を偽って沿岸警備隊に入隊した。自由にバーに出入りするのではなく、映画を見るのを好んだので"ハリウッド(Hollywood)"というニックネームで呼ばれるようになった。後日、上司が本当の年齢を把握したため、沿岸警備隊を解雇された。
ハンターはその後、L.A.に移っていろいろな仕事をしていた。友人のデル・クリーヴランドを通じてリチャード(デック)・クレイトンと会う機会が増えていった。クレイトンは、後日ジェームズ・ディーンやジェーン・フォンダのエージェントとなる俳優で、ハンターが12歳の時に手伝いをしていた厩舎に、撮影のために来ていた。そして映画に興味があれば連絡するようにハンターに告げていた人物であった。クレイトンは俳優の訓練と教育を受けるようすすめたので、ハンターは"Del Powers Professional School"に入学して、そこを卒業した。
乗馬は金持ちの趣味であり、俳優としてデビューできるか不明だったので、クレイトンが演技のキャリアをすすめても真剣に受け止めることができなかった。ハンターはプロのスケーターを目指していて、シングルとペアーの両方に出場していたフィギュア・スケーターだった。

## 1950年代
クレイトンはハンターを、ロバート・ワグナーやロック・ハドソンなどのスター俳優のエージェントだった、ヘンリー・ウィルソンに紹介した。ハンターとクレイトン、そしてウィルソンが同席して、ステージ・ネームを検討した。タブ・ハンターという名前を決定したのはウィルソンだった。しかし、映画への出演には時間を要したので、その間ハンターはスケーターとしての訓練に専念していた。
ハンターの最初の映画は、フィルム・ノワール『暴力の街』（1950年）の小さな役での出演だった。ハンターはキャラクター俳優のポール・ギルフォイルと友達で、ギルフォイルはスチュアート・ヘイスラー監督に、映画『孤島の愛情』(1952)でリンダ・ダーネルの相手役にハンターをすすめた。監督は未知の新しい俳優を探していたためハンターを起用した。本質的にダーネルとハンターの2人が主演の映画はヒットした。
ハンターの最初のステージ作品はソーントン・ワイルダー作の『わが町』で、ロベロ・シアターでの上演にジョージ役でマリリン・アースキンと共に出演した。
次の映画出演は、エドワード・スモールがプロデュースした、ジョージ・モンゴメリーが主演したウエスタン映画の『ビリー・リンゴのガンベルト』（1953年）であった。スモールはハンターを再び起用して、ロッド・キャメロンが主演したアクション映画の『The Steel Lady』（1953年）に出演させた。続いてハンターはアドヴェンチャー映画『Return to Treasure Island』（1954年）に主演として起用された。
ハンターは、ワーナー・ブラザースに契約を申し出られて受諾した。これは7年契約で、ワーナー・ブラザースと専属契約した最後のグループの1人であった。

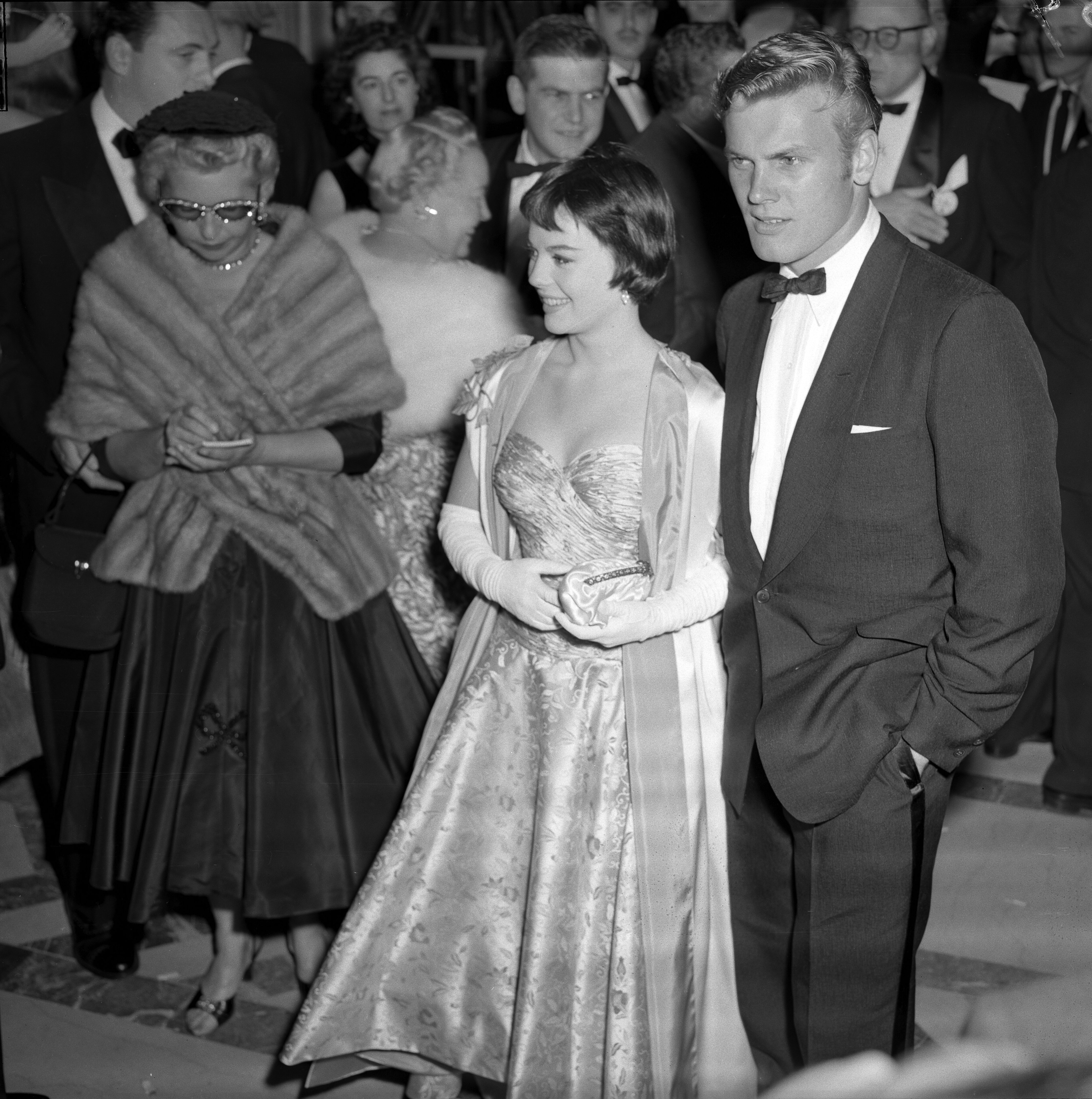
1956年、第28回アカデミー賞にナタリー・ウッドと共に出席したハンター

ハンターのワーナー・ブラザースでの最初の映画は、ジョン・ウェインとラナ・ターナーが出演した『男の魂』（1955年）への出演だった。この映画は大ヒットしたが、ハンターの役は比較的小さいものたった。ウィリアム・A・ウェルマン監督はこの映画のラッシュを見て、『血ぬられし爪あと/影なき殺人ピューマ』(1954)に、ロバート・ミッチャムが演じたカート・ブリッジスの弟役にハンターを起用した。この映画も大きなヒットとなって、ハンターはよ多くの注目を集め始めた。
ハンターがさらに有名になったのは、第二次世界大戦ドラマの映画『愛欲と戦場』(1955)に若い海兵隊員のダニーとして出演したときからであった。この映画はレオン・ユリスのベストセラーに基づいてジャック・ワーナーがプロデュースしたもので、ハンターのキャラクターは、年上の女性と恋愛関係にあるが、最終的にはガール・ネクスト・ドアと結婚するというものであった。これはワーナー・ブラザースの1955年の最大の予算の映画であって、ハリウッドの若いロマンティックなトップ俳優の一人としてハンターの地位を固めた。ハンターはその年の人気があった映画の、3番目（『愛欲と戦場』）と10番目（『男の魂』）に出演していた。
1955年9月、タブロイド雑誌"Confidential"はトップの記事に、ハンターが「1950年に、ゲイを対象としたパジャマ・パーティーに参加して、無秩序な行為を行ったとして逮捕された。」と掲載した。この婉曲に暗示された記事と、ロリー・カルホーンの刑務所記録に焦点を当てていたその後の記事は、ハンターがエージェントをヘンリー・ウィルソンからリチャード・クレイトンに変えた後に掲載された。有名な俳優であったロック・ハドソンの性的指向を、"Confidential"が一般に公開しないことと引き換えに、ウィルソンが仲介したために発表された記事であった。しかしこの記事は、ハンターのキャリアに悪影響を及ぼさなかった。数ヶ月後に、ハンターは"Council of Motion Picture Organizationsが後援する全国的な投票で"Most Promising New Personality"に指名されて大々的に発表されたからであった。
1956年、ハンターはファンからバレンタインに62,000のアプローチを受け取った。ハンター、ジェームズ・ディーンそしてナタリー・ウッドは、ワーナー・ブラザースの専属契約に置かれた最後の俳優たちだった。ワーナー・ブラザースはハンターの待遇をスターとしてプロモートするように変更した。ハンターとナタリー・ウッドによる作品は、スチュアート・ヘイスラー監督のウェスタン映画の『果てしなき決斗』（1956年）と、サーヴィス・コメディの映画『The Girl He Left Behind』があった。これらの2作品は観客に支持されてヒットしたことが明らかで、ワーナー・ブラザースはハンターとウッドが出演する3番目の映画を計画した。ハンターはこの申し出を拒否して、ハンターとウッドを1950年代のウィリアム・パウエルとマーナ・ロイにするというワーナー・ブラザースの試みは失敗した。
1950年代のハンターのキャリアはピークに達した。ウィリアム・A・ウェルマン監督は、戦争映画の『壮烈!外人部隊』（1958年）でハンターを再び起用した。またコロンビア映画は、ハンターが好んだ役であると思われたため、ウェスタン映画『草原の野獣』（1958年）の出演にハンターを借り出した。
そしてハンターは、ワーナー・ブラザースのミュージカル映画『くたばれ!ヤンキース』（1958年）に、ワシントンDCのアメリカン・リーグ野球クラブのジョー・ハーディ役で出演した。この作品の元はブロードウェイのミュージカルであったが、出演者はハンター以外はオリジナルのキャストで、ハンターが映画版で唯一オリジナルとは違うキャストであった。ミュージカルは、ダグラス・ウォールップのベスト・セラー小説『ヤンキースがペナントを失った年』（1954年）に基づいたものだった。後にハンターは、「ブロードウェイのステージに出演した俳優たちを尊敬していて、共演が楽しかったが、監督のジョージ・アボットは、ステージ版をそのまま再現することにだけ興味を持っていたため、撮影は大変だった。」と話している。
その後ハンターは、ゲイリー・クーパーとリタ・ヘイワースが出演したウェスタン映画『コルドラへの道』(1959)と、ケイ役のソフィア・ローレンと、恋愛関係になるレッド役で出演した映画『私はそんな女』(1959)に出演した。
ハンターは。1955年から1959年までの最も人気のあった男性スターで、1950年代のワーナーブラザースそのものだった。しかし徐々に出演するワーナー・ブラザースの映画の質が低下してきたのを見て、ハンターは専属契約の解除を申し入れた。最終的に100,000ドルを支払うことでワーナー・ブラザースとの契約は解除となった。ハンターが去った後にワーナー・ブラザースはトロイ・ドナヒューを『避暑地の出来事』(1959)に起用してヒットさせた。ドナヒューもヘンリー・ウィルソンがエージェントを務めていた俳優であった。
ロッド・サーリングが執筆して、ジョン・フランケンハイマーが監督したTVシリーズ『Playhouse 90』のデビュー・エピソード『Forbidden Area』（1956年）に出演して、ハンターによるパフォーマンスが、批評家の大きな称賛を受けた。

## 音楽のキャリア
ハンターは1957年に、『ヤング・ラヴ』のヒット曲で6週間、ビルボードのホット100チャートで1位(イギリスのチャートでは7週間1位)になった。そして、この時代のロックン・ロールのヒット曲の1つになった。100万枚以上の売り上げがあったため、RIAAから ゴールド・ディスクを授与された。また、別のヒットシングル『Ninety-Nine Ways』があったが、これはUSAで11位、UKでは5位であった。
この成功によって、ジャック・ワーナーは、ハンターがシングルをレコーディングした"Dot Records"（ライバルのパラマウント・ピクチャーズが所有していた）からアルバムをリリースすることを禁止した。そして、ワーナー・ブラザースとしてのレコード発売を計画したため、ハンターの専用ともいえる"Warner Bros. Records"を設立した。1958年以降ハンターは、ワーナー・ブラザースのためにレコーディングした。

## 1960年代
ハンターは年齢の関係で、ミュージカル映画『ウェスト・サイド物語』（1961年）でトニーの役を獲得できなかった。同時期にオファーがあったTVコメディ『恋の手ほどき教えまショー (タブ・ハンター・ショー)』への出演に同意して、36のエピソードに出演した。このショーはエド・サリバン・ショーに対抗して放送されていたため、評価は中ほどで、1シーズンで終了した。しかしUKではヒットして、その年の注目されているコメディの1つにランクされた。
ハンターは、デビー・レイノルズが関心を寄せているロジャー役で『結婚泥棒』（1961年）に出演した。また、イタリアで『黄金の矢』（1962年）に手に負えない暴れ者のハッサン役で出演した。そして、AIP(アメリカン・インターナショナル・ピクチャーズ)の戦争映画『Operation Bikini』（1963年）に出演した。
1964年に、ハンターはテネシー・ウィリアムズの『牛乳列車はもうここには止まらない』に、タルラー・バンクヘッドと共に、ブロードウェイの"Brooks Atkinson Theatre"で上演された公演に出演した。しかし、この公演は4日間で打ち切りとなった。
次の映画出演の『Ride the Wild Surf』（1964年）はコロンビア映画のビーチ・パーティー形式のロマンティック・ドラマで、20世紀フォックスの映画『Troubled Waters』（1964年）が続いた。そしてAIPの別の映画の『War Gods of the Deep』（1965年）に出演するためにイングランドに滞在した。その後ハリウッドに戻ったハンターは、『ラブド・ワン』（1965年）と『空中スパイ野郎』（1966年）で補助的な役に出演した。そしてリチャード・ラッシュ監督の元で 映画『The Fickle Finger of Fate』（1967年）に出演した。
1960年代後半の短い期間、サマー・ストックやディナー・シアターで数シーズン、『バイ・バイ・バーディー』、『やさしい罠』、『ヤムヤム・ガールズ』、そして『ウェスト・サイド物語』などをニュー・ヨークのキャストの何人かと共に上演した。その後ハンターは、1970年代にかけてフランスの南部に定住して、『情無用の復讐』（1968年）、『The Last Chance』（1968年）、『Bridge over the Elbe』（1969年）などの、スパゲッティ・ウエスタン映画に出演した)。

## 1970年代以降
ハンターは、カーティス・ハンソン監督の最初の映画『ミッドナイト・ランブラー』（1972年）に主役で出演した。また、ポール・ニューマンの成功した映画『ロイ・ビーン』（1972年）と、『名犬ウォン・トン・トン』（1976年）、そしてTV映画『Katie: Portrait of a Centerfold』（1978年）に小さな役割での出演を果たした。1977年に、ハンターはTVシリーズ『Mary Hartman, Mary Hartman』でジョージ・シムウェイを演じた。これはコメディ作品で、主役のメリー・ハートマンの父の役であった。
ハンターのキャリアは1980年代に復活した。ジョン・ウォーターズ監督の『ポリエステル』（1981年）とポール・バーテル監督の 『ラスト・イン・ザ・ダスト』（1985年）で俳優のディヴァインと共演した。また、『グリース2』（1982年）では代理教師であるスチュアート役で出演して『リプロダクション』を歌った。そしてハンターは、1988年のホラー映画『キャメロン』に重要な役で出演した。
ハンターは、彼の最後の映画である『Dark Horse』（1992年）のオリジナル・ストーリーを書いて提供して、パーキンス役で出演した。
ハンターの人生に関するドキュメンタリー映画『Tab Hunter Confidential』は、ハンターのパートナーのアラン・グレイザーがプロデュースして、ジェフリー・シュワルツが監督した。そして2015年にサウス・バイ・サウスウエストで公開されて、いくつかの賞にノミネートされた。そしてカリフォルニア・インディペンデント・フィルム・フェスティバルのベスト・ドキュメンタリー賞（2015年）をはじめとして、いくつかの賞を受賞した。
2018年6月の時点で、ハンターに関しての映画が、パラマウント映画で企画されていて、グレイザーとJ・J・エイブラムス、そしてザカリー・クイントがプロデュースして、ピューリッツァー賞とトニー賞を受賞した作家ドーグ・ライトが脚本で参加する予定である。

## 私生活

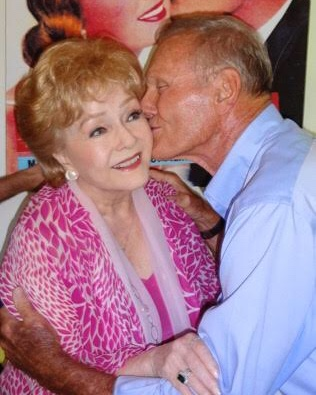
2016年デビー・レイノルズと一緒のハンター

ハンターは2005年、エディ・ミュラーと共同執筆で自伝『Tab Hunter Confidential: The Making of a Movie Star』を出版した。最初の出版と2007年のペーパー・バック版のリリース時にニュー・ヨーク・タイムズのベストセラーになった。この本はいくつかの賞にノミネートされたが、この本に基づいたドキュメンタリー映画のリリースに伴い、2015年6月28日にニュー・ヨーク・タイムズのベストセラー・リストに3度目のリスト入りを果たした。
ハンターはこの本の中で、以前から名前が知られていて噂が広まっていたが、自身が同性愛者であることを認めた。ニュー・ヨーク・タイムズのウィリアム・L・ハミルトンによると、友人であるデビー・レイノルズやナタリー・ウッドとハンターとのロマンスは、厳密にはワーナー・ブラザースの宣伝部門が作成したものであったが、ナタリー・ウッドとハンターのロマンスがよく知られていたので、この本では"Natalie Wood and Tab Wouldn't"という見出しを編集部が独自に作成しなければならなかった。
ワーナー・ブラザースでの時代について、ハンターは話している。
ハンターはゲイという言葉が当時は存在していなかったことを強調した。
そして、続けた。
ハンターは母親からのカソリック信仰で育った。青年時代の一時期を除いて生涯カソトリックの信仰を持っていた。そして、ハンターは共和党員であり、1952年の大統領選挙でアイゼンハワーのキャンペーンを支援した。

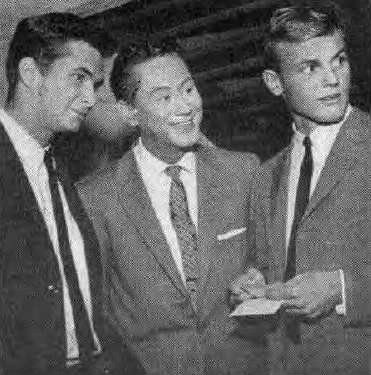
アンソニー・パーキンス、ピーター・ポッターとタブ・ハンター(右) on the TV show Juke Box Jury (1957)

ハンターはスケーター仲間で、フィギュア・スケーターのチャンピオンであるロナルド(ロニー)・ロバートソンと1950年代に数年間リレーションシップな関係を続けていた。そして1956年に俳優のアンソニー・パーキンスとシャトー・マーモントのプールで出会い、パーキンスからフレンドリーなアプローチを受けて、2人の関係が始まった。しかし、ハンターがTVシリーズ『Climax!』(1955)で演じたジミー・ピアソールを、映画『栄光の旅路』(1957)でパーキンスが演じてからは次第に疎遠になっていった。
ハンターは、1958年の映画『壮烈!外人部隊』で出会ったエチカ・シューローとの結婚を真剣に考えていた。しかしカソリックの元で育てられたハンターは、それが彼女にとって、そして自分自身にとっても不公平であることを知っていた。仲間のクローズド俳優の多くは、そのような道徳感情を抑えて結婚したが、ハンターはそのような妥協をする準備ができていなかった。
ハンターは、乗馬を通じて知り合ったニール・ヌアーラグと、7年の長いリレーションシップ関係にあった。そしてその後、映画プロデューサーのアラン・グレイザーと映画『ラスト・イン・ザ・ダスト』制作のため出会って、後日結婚した。2人はハンターが亡くなるまで35年以上のパートナー/配偶者となった。
兄のウォルター・ジョン・ガリーンは1965年にヴェトナム戦争の従軍中に亡くなっていた。そして母のガートルードは、1954年から長い闘病生活をしていたが2001年に亡くなっていた。
2007年に、音楽業界への貢献に対して、ゴールデン・パーム・スターが捧げられた。ハリウッド・ブルヴァードのハリウッド・ウォーク・オブ・フェーム"6320"にタブ・ハンターの名前が残されている。

## 死
ハンターは87歳の誕生日の3日前の7月8日に、自宅で足の血栓が肺に移動した結果心停止になったと、35年のパートナーであるアラン・グレイザーは7月9日に公表した。
グレイザーは後に語っている。
ハンターはニュー・メキシコ州の牧場でしばらく暮らしてから、1983年からパートナーとなっていたグレイザーと一緒にサンタ・バーバラ郡のモンテシートに自宅を構えた。ハンターは、2頭の馬と2匹のウィペット、そしてグレイザーと共に残りの人生をモンテシートで過ごしていた。葬儀は自宅のあるモンテシートの近くで"private ceremony"としてとり行われた
。

## 出演作品

### 映画
| 公開年 | 題名 原題                                                       | 役名 原表記                                                           | 備考                                                                                    |
| ------ | --------------------------------------------------------------- | --------------------------------------------------------------------- | --------------------------------------------------------------------------------------- |
| 1950   | 暴力の街 The Lawless                                            | フランク・オブライエン Frank O'Brien                                  |                                                                                         |
| 1952   | 孤島の愛情 Saturday Island                                      | マイケル(チキン)・ドゥガン Marine Corporal Michael J. "Chicken" Dugan |                                                                                         |
| 1953   | ビリー・リンゴのガンベルト Gun Belt                             | チップ・リンゴ Chip Ringo                                             |                                                                                         |
| 1953   | The Steel Lady                                                  | Bill Larson                                                           |                                                                                         |
| 1954   | Return to Treasure Island                                       | Clive Stone                                                           |                                                                                         |
| 1954   | 血ぬられし爪あと/影なき殺人ピューマ Track of the Cat            | ハロルド・ブリッジス Harold Bridges                                   |                                                                                         |
| 1955   | 愛欲と戦場 Battle Cry                                           | ダニー・フォレスター Danny Forrester                                  |                                                                                         |
| 1955   | 男の魂 The Sea Chase                                            | 士官候補生ウェッサー Cadet Wesser                                     |                                                                                         |
| 1956   | 果てしなき決斗 The Burning Hills                                | トレイス・ジョーダン Trace Jordan                                     |                                                                                         |
| 1956   | The Girl He Left Behind                                         | Andy L. Shaeffer                                                      |                                                                                         |
| 1958   | 草原の野獣 Gunman's Walk                                        | エド・ハケット Ed Hackett                                             |                                                                                         |
| 1958   | 壮烈!外人部隊 Lafayette Escadrille                              | サード・ウォーカー Thad Walker                                        |                                                                                         |
| 1958   | くたばれ!ヤンキース Damn Yankees                                | ジョー・ハーディー Joe Hardy                                          | Also released under the title What Lola Wants in the UK                                 |
| 1959   | コルドラへの道 They Came to Cordura                             | ホウラー中尉 Lt. William Fowler                                       |                                                                                         |
| 1959   | 私はそんな女 That Kind of Woman                                 | レッド Red                                                            |                                                                                         |
| 1961   | 結婚泥棒 The Pleasure of His Company                            | ロジャー・ヘンダーソン Roger Henderson                                |                                                                                         |
| 1962   | 黄金の矢 The Golden Arrow                                       | ハッサン Hassan                                                       |                                                                                         |
| 1963   | Operation Bikini                                                | Lt. Morgan Hayes                                                      |                                                                                         |
| 1964   | Ride the Wild Surf                                              | Steamer Lane                                                          |                                                                                         |
| 1964   | Troubled Waters                                                 | Alex Carswell                                                         |                                                                                         |
| 1965   | 深海の軍神 City Under the Sea                                   | ベン・ハリス Ben Harris                                               | released as War Gods of the Deep in US                                                  |
| 1965   | ラブド・ワン The Loved One                                      | ガイド Guide                                                          |                                                                                         |
| 1966   | 空中スパイ野郎 Birds Do It                                      | ポーター空佐 Lt. Porter                                               |                                                                                         |
| 1967   | The Fickle Finger of Fate                                       | Jerry                                                                 | AKAS: El Dedo del Destino and The Cup of San Sebastian                                  |
| 1967   | 復讐の拳銃 Hostile Guns                                         | マイク・リノ Mike Reno                                                |                                                                                         |
| 1968   | 情無用の復讐 Vengeance Is My Forgiveness                        | ドゥランゴ保安官 Sheriff Durango                                      | (Italian: La vendetta è il mio perdono, also known as Shotgun)                          |
| 1968   | The Last Chance                                                 | Patrick Harris                                                        | (Italian: Scacco internazionale)                                                        |
| 1969   | 最前線 帰らざる決死隊 Bridge over the Elbe                      | リチャード Richard                                                    | (Italian:Quel maledetto ponte sull'Elba, Spanish: No importa morir)                     |
| 1972   | ミッドナイト・ランブラー Sweet Kill                             | エディ・コリンズ Eddie Collins                                        |                                                                                         |
| 1972   | ロイ・ビーン The Life and Times of Judge Roy Bean               | サム・ドッド Sam Dodd                                                 |                                                                                         |
| 1975   | Timber Tramps                                                   | Big Swede                                                             |                                                                                         |
| 1976   | 名犬ウォン・トン・トン Won Ton Ton, the Dog Who Saved Hollywood | デイヴィッド・ハミルトン David Hamilton                               |                                                                                         |
| 1981   | ポリエステル Polyester                                          | トッド・トゥモロー Todd Tomorrow                                      |                                                                                         |
| 1982   | Pandemonium                                                     | Blue Grange                                                           |                                                                                         |
| 1982   | グリース2 Grease 2                                              | スチュアート Mr. Stuart                                               |                                                                                         |
| 1982   | And They Are Off                                                | Henry Barclay                                                         |                                                                                         |
| 1985   | ラスト・イン・ザ・ダスト Lust in the Dust                       | エイブル・ウッド Abel Wood                                            |                                                                                         |
| 1988   | テレクラ殺人事件 Out of the Dark                                | ドライヴァー Driver                                                   |                                                                                         |
| 1988   | リンダ・ブレアのグロテスク Grotesque                            | ロッド Rod                                                            |                                                                                         |
| 1988   | キャメロン Cameron's Closet                                     | オーウェン・ランシング Owen Lansing                                   |                                                                                         |
| 1992   | Dark Horse                                                      | Perkins                                                               |                                                                                         |
| 1995   | Wild Bill: Hollywood Maverick                                   | Himself                                                               | Documentary                                                                             |
| 1996   | Ballyhoo: The Hollywood Sideshow                                | Himself                                                               | Documentary                                                                             |
| 2007   | The Brothers Warner                                             | Himself                                                               | Documentary                                                                             |
| 2013   | I Am Divine                                                     | Himself                                                               | Documentary about regular co-star and drag queen Divine                                 |
| 2015   | Tab Hunter Confidential                                         | Himself                                                               | Documentary about Hunter's life as a matinee idol, based upon his book of the same name |

### TVドラマとTVシリーズ
| 放映年      | 題名 原題                                                             | 役名 原表記                       | 備考                                                                                |
| ----------- | --------------------------------------------------------------------- | --------------------------------- | ----------------------------------------------------------------------------------- |
| 1955        | The Ford Television Theatre                                           | Gig Spevvy                        | Season 3 Episode 30 "While We're Young"                                             |
| 1955        | Climax!                                                               | Jimmy Piersall                    | 2 Episodes of                                                                       |
| 1956        | Conflict                                                              | Donald McQuade                    | Season 1 Episode 5 "The People Against McQuade"                                     |
| 1956        | Playhouse 90                                                          | Stanley Smith                     | Season 1 Episode 1 "Forbidden Area" (Director: John Frankenheimer)                  |
| 1959        | Meet Me in St. Louis                                                  | John Truett                       | (TV Movie) 1944 映画『若草の頃』のリメイク                                          |
| 1958        | Playhouse 90                                                          | Donald Bashor                     | Season 2 Episode 25 "Portrait of a Murderer" (Director: Arthur Penn)                |
| 1959        | General Electric Theater                                              | Daniel                            | Season 8 Episode 7 "Disaster"                                                       |
| 1960 – 1961 | 恋の手ほどき教えまショー (タブ・ハンター・ショー) The Tab Hunter Show | Paul Morgan                       | Star of regular series 32 Episodes                                                  |
| 1962        | Saints and Sinners                                                    | Sergeant Eddie Manzak             | Season 1 Episode 6 "Three Columns of Anger"                                         |
| 1962        | コンバット! Combat!                                                   | デル・パッカー Del Packer         | Season 1 Episode 8 "The Celebrity" 第008話 「戦場の名投手」                         |
| 1964        | バークにまかせろ Burke's Law                                          | Barney Blake                      | Season 1 Episode 24 "Who Killed Andy Zygmunt?"                                      |
| 1970        | バージニアン The Virginian                                            | Cart Banner                       | Season 8 Episode 24 "The Gift"                                                      |
| 1970        | サンフランシスコ大空港 San Francisco International Airport            | 偽牧師スミィチェク Stayczek       | Season 1 Episode 0 "San Francisco International"                                    |
| 1971        | Hacksaw                                                               | Tim Andrews                       | TV movie                                                                            |
| 1971        | Disneyland                                                            | Tim Andrews                       | 2 Episodes                                                                          |
| 1972        | 探偵キャノン Cannon                                                   | Bob Neal                          | Season 1 Episode 16 "Treasure of St. Ignacio"                                       |
| 1972        | Owen Marshall, Counselor at Law                                       | unknown                           | Season 2 Episode 12 "Starting Over Again"                                           |
| 1973        | Ghost Story                                                           | Bob Herrick                       | Season 1 Episode 21 "The Ghost of Potter's Field"                                   |
| 1975        | 600万ドルの男 The Six Million Dollar Man                              | アーノルド・ブレイク Arnold Blake | Season 2 Episode 12 "The Cross-Country Kidnap" 第27話 「跳躍! 暗号解読への手綱」    |
| 1976        | エラリー・クイーン Ellery Queen                                       | ジョン・ランドール John Randall   | Season 1 Episode 12 "The Adventure of the Black Falcon" 第13話 「黒い鷹の冒険」     |
| 1976        | Mary Hartman, Mary Hartman                                            | George Shumway #2                 | unknown episodes                                                                    |
| 1976        | 署長マクミラン McMillan & Wife                                        | Roger Thornton                    | Season 5 Episode 6 "Greed"                                                          |
| 1977        | ラブ・ボート The Love Boat                                            | Dave King                         | Season 1 Episode 6 "The Joker Is Mild/Take My Granddaughter, Please/First Time Out" |
| 1978        | Police Woman                                                          | Martin Quinn                      | Season 4 Episode 10 "Blind Terror"                                                  |
| 1978        | ピンナップ・ガール/裸の天使 Katie: Portrait of a Centerfold           | Elliot Bender                     | TV movie                                                                            |
| 1978        | ハワイ5-0 Hawaii Five-O                                               | Mel Burgess                       | Season 11 Episode 2 "Horoscope for Murder"                                          |
| 1979        | The Kid from Left Field                                               | Bill Lorant                       | TV movie                                                                            |
| 1979        | $weepstake$                                                           | Chip                              | Season 1 Episode 7 "Episode #1.7"                                                   |
| 1980        | チャーリーズ・エンジェル Charlie's Angels                             | ビル・マドックス Bill Maddox      | Season 4 Episode 21 "Nips and Tucks" 第94話 「悪魔の囁き！私が愛した女」            |
| 1981        | Strike Force                                                          | Voorhees                          | Season 1 Episode 6 "Night Nurse"                                                    |
| 1982        | Benson                                                                | Roy Lucas                         | 2 Episodes                                                                          |
| 1982        | Natalie: A Very Special Tribute to a Very Special Lady                | Himself                           | Made-for-TV documentary                                                             |
| 1984        | Masquerade                                                            | Whitney                           | Season 1 Epidode 12 "Spying Down to Rio"                                            |
| 1984        | 俺たち賞金稼ぎ!!フォール・ガイ The Fall Guy                           | Anthony Haley                     | Season 3 Episode 15 "Bite of the Wasp"                                              |
| 1988        | James Stewart's Wonderful Life                                        | Himself                           | Made-for-TV documentary                                                             |
| 1998        | The Best of Hollywood                                                 | Himself/Presenter/Narrator        | Made-for-TV documentary                                                             |
| 2002        | Elvis Forever                                                         | Himself                           | Made-for-TV documentary about Elvis Presley                                         |
| 2003        | Rita                                                                  | Himself                           | Made-for-TV documentary about Rita Hayworth                                         |
| 2008        | Hollywood Singing and Dancing: A Musical Treasure                     | Himself                           | Made-for-TV documentary                                                             |
| 2008        | Hollywood Singing and Dancing: A Musical History                      | Himself                           | Made-for-TV documentary                                                             |

## LP
- Tab Hunter (タブ・ハンターは歌う), 1958 (Warner Brothers)
- When I Fall in Love :Tab Hunter, 1959 (Warner Brothers)
- R.F.D. :Tab Hunter, 1960 (Warner Brothers)
- Young Love :Tab Hunter, 1961 (Dot Records)

## サウンドトラック
- Hans Brinker (Dot - Soundtrack), 『Hallmark Hall Of Fame』 (1958)
- Damn Yankees (RCA - Soundtrack), 『くたばれ!ヤンキース』(1958)
- Polyester (Soundtrack), 『ポリエステル』 (1981)
- Grease 2 (Soundtrack), 『グリース2』 (1982)

## シングル
- Young Love (ヤング・ラヴ), 1956 (US #1, UK #1)
- Red Sails in the Sunset,  1956 (US #57)
- Don't Get Around Much Anymore, 1957 (US #74)
- Don't Let It Get Around, 1957
- I'm Alone Because I Love You, 1957
- Ninety-Nine Ways (恋の九十九手), 1957 (US #11, UK #5)
- It's All Over Town, 1958
- After You've Gone, 1958
- All Alone, 1958
- But Beautiful, 1958
- I'm a Runaway, 1958
- You're Gonna Change, 1958
- Candy, 1958
- Funny Sometimes
- Moonlight Bay, 1958
- I Ain't Got Nobody, 1958
- I Love You, Yes I Do, 1958
- I Want To Be With You Always, 1958
- I'll Never Be Free, 1958
- Jealous Heart, 1958 (US #62)
- Let's Pretend There's A Moon, 1958
- My Baby Just Cares For Me, 1958
- Lonesome Road, 1958
- Waiting For Fall, 1959
- Our Love, 1959
- And So To Sleep, 1959
- Bye Bye Baby, 1959
- My Only Love, 1959
- I Hadn't Anyone Till You, 1959
- Black Coat, 1959
- I Gotta Have My Baby Back, 1959
- Apple Blossom Time, 1959 (US #31)
- I'll Never Smile Again, 1959
- Long Ago, 1959
- Maybe You'll Be There, 1959
- Nevertheless, 1959
- Sometimes I'm Happy, 1959
- There's No Fool Like a Young Fool, 1959 (US #68)
- Again, 1960
- Love Is Just Around the Corner, 1960
- Wild Side of Life, 1961
- My Devotion, 1961
- You Cheated, 1961
- The Way You Look Tonight, 1961
- Born to Lose, 1962
- I Can't Stop Loving You, 1962

## CD
- Young Love :The Best of Tab Hunter, (2005) Eric Records (First official Tab Hunter CD)

## 著作
- Tab Hunter Confidential: The Making of a Movie Star (ISBN-13: 978-1565124660), Tub Hunter with Eddie Muller, Algonquin Books, 2005